# Hockey Club Kometa Brno
L'HC Kometa Brno è una squadra ceca di hockey su ghiaccio.

## Storia

Vecchio logo del Kometa Brno

Fu fondata nel 1953 come Stella Rossa Brno (TJ Rudá Hvězda Brno), ed era una squadra che faceva capo all'esercito cecoslovacco. Nella prima stagione (1953-1954) arrivò a pari punti con lo Sparta Praga, ma i praghesi ebbero la meglio per la differenza reti. Nei successivi dodici anni vinse per undici volte il titolo cecoslovacco, mancandolo solo nel 1958-1959, quando lo vinse il SONP Kladno. Nel 1962, intanto, la squadra aveva cessato di far riferimento all'esercito ed eda divenuta ZKL Brno (Závody kuličkových ložisek Brno, dal nome dello sponsor), e con questa denominazione vinse le prime tre edizioni della Coppa dei campioni (1966, 1967 e 1968).
Nel 1976 cambiò di nuovo denominazione: TJ Zetor Brno, divenuta poi nel 1990, e fino al 1992 HC Zetor Brno.
Negli anni '90 i cambiamenti di denominazione si fecero più frequenti: HC Královopolská Brno (1992-1994), HC Kometa Brno (1994-1995, 1996-2002 e poi dal 2005), HC Kometa Brno BVV (1995-1996), HC Kometa Group Brno (2002-2005).
La squadra ha sempre disputato la massima serie Cecoslovacca, fino alla prima retrocessione nel 1980, e da allora si è alternata tra prima e seconda serie. Dopo la nascita della Repubblica Ceca (1993) e fino al 2009 ha stabilmente giocato in 1. Liga (la seconda serie) con l'eccezione del 1995-1996 in Extraliga e del 2002-2003 in 2. Liga (terza serie). Al termine della stagione 2008-2009 ha acquisito il titolo sportivo dell'Orli Znojmo, prendendone il posto in Extraliga ceca.

## Palmarès
- Campionato cecoslovacco : 11

1954-1955, 1955-1956, 1956-1957, 1957-1958, 1959-1960, 1960-1961, 1961-1962, 1962-1963, 1963-1964, 1964-1965 
1965-1966
- Campionato ceco : 3

2016-2017, 2017-2018, 2024-2025
- Coppe dei campioni: 3

1965-1966, 1966-1967 e 1967-1968
- Coppa Spengler: 1

1955